# Erki Pütsep
Erki Pütsep (* 23. Mai 1976 in Jõgeva) ist ein ehemaliger estnischer Radrennfahrer, der auf Straße und mit dem Mountainbike aktiv war.

## Sportliche Laufbahn
1992 siegte er im Etappenrennen Saaremaa Velotuur. Bereits als Junior nahm Erki Pütsep 1993 und 1994 an den Straßenradsport-Weltmeisterschaften teil. 2003 siegte er im Rennen Tartu Rattaralli. Erst 2003 begann seine Profikarriere beim französischen Radsport-Team Ag2r Prévoyance, nachdem er dort im Vorjahr als Stagiaire gefahren war. 2004 gewann er das französische Eintagesrennen Classic Loire Atlantique und wurde estnischer Meister auf der Straße, einen Erfolg, den er 2006 wiederholte. 2004 absolvierte er mit der Vuelta a España seine erste Grand Tour und kam bei den Etappenankünften viermal unter die Top 10. Die nächsten Erfolge bei einem UCI-Rennen erzielte bei der Tour de la Somme 2005, bei der er die erste Etappe für sich entschied und die Führung in der Gesamtwertung die restlichen beiden Etappen bis zum Ende der Rundfahrt verteidigte. 
Zurv Saison 2007 wechselte Pütsep zum Team Bouygues Télécom. Mit neuem Team wurde er zum dritten Mal nationaler Meister im Straßenrennen und gewann zwei Rennen der UCI Europe Tour in seiner Heimat Estland. Die Vuelta a España 2007 beendete er auf Platz 137 der Gesamtwertung. 
Von 2008 bis 2013 fuhr Pütsep für mehrere UCI Continental Teams, weitere Erfolge erzielte er nur noch im baltischen Raum, unter anderem gewann er 2011 die Gesamtwertung der Baltic Chain Tour. Nach der Saison 2013 beendete er seine Karriere als Straßenradrennfahrer. 
Zweimal – 2000 und 2004 – startete Pütsep bei Olympischen Sommerspielen; 2000 belegte er im Straßenrennen Rang 54, und 2004 kam er nicht ins Ziel. 
Neben der Straße trat Pütsep regelmäßig bis 2016 im Cross-Country bei Rennen in seiner Heimat an, 2012 und 2013 wurde er nationaler Mountainbike-Meister im Marathon.

## Erfolge
2004
- Estnischer Meister – Straßenrennen
- Classic Loire-Atlantique

2005
- Gesamtwertung und eine Etappe Tour de la Somme

2006
- Estnischer Meister – Straßenrennen

2007
- Tartu Grand Prix
- E.O.S. Tallinn Grand Prix
- Estnischer Meister – Straßenrennen

2009
- Tallinn-Tartu Grand Prix

2011
- Gesamtwertung Baltic Chain Tour

## Erfolge – Mountainbike
2012
- Estnischer Meister – Marathon

2013
- Estnischer Meister – Marathon